# Jim Carroll
Jim Carroll, all'anagrafe James Dennis Carroll (New York, 1º agosto 1949 – New York, 11 settembre 2009), è stato un poeta, romanziere e musicista statunitense.
È conosciuto principalmente per il suo racconto autobiografico del 1978 Jim entra nel campo di basket (The Basketball Diaries), da cui nel 1995 venne tratto il film Ritorno dal nulla, con Leonardo DiCaprio nei panni del giovane poeta, e per essere stato fondatore della Jim Carroll Band.

## Biografia
Cresciuto in una famiglia di origine irlandese frequentò la scuola cattolica Trinity School di New York. Promettente giocatore di basket (nella squadra del liceo giocò assieme a Kareem Abdul-Jabbar), divenne presto tossicodipendente dall'eroina, il cui bisogno lo porterà anche a prostituirsi.

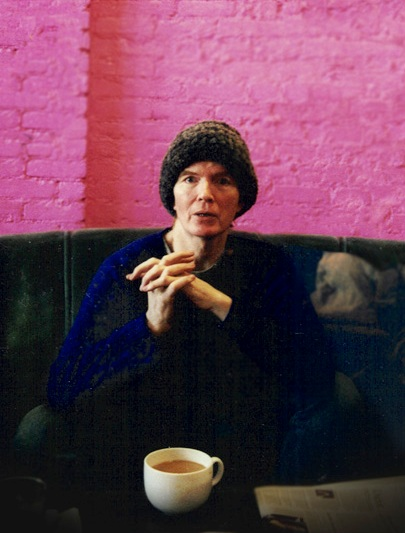
Jim Carroll nel 2005

Nel 1973 pubblica la prima raccolta di poesie Living at the Movies, seguita nel 1976 da Organic Trains che lo farà apprezzare dagli scrittori della Beat Generation. In questo periodo si trasferisce in California dove riesce a disintossicarsi dall'eroina.
Nel 1978 pubblica il libro Basketball Diaries composto da racconti scritti durante la sua adolescenza. 
Crescendo pubblica diversi libri di poesia e un altro diario: Jim ha cambiato strada, con la testimonianza della sua disintossicazione dalla droga.
Ispirato dall'amica Patti Smith, inizia a scrivere canzoni. Nel 1978 fonda la Jim Carroll Band, un gruppo punk rock/american punk con cui ottiene un grande successo negli Stati Uniti col disco d'esordio Catholic Boy. Ne seguiranno altri due: Dry dreams e I Write Your Name.
Muore l'11 settembre 2009 nel suo appartamento di New York a causa di un attacco di cuore.
Nel marzo 2010 è uscita la prima biografia in assoluto sul grande artista newyorkese, Jim Carroll - Poeta, Punk, Ribelle, scritta da F.T. Sandman. Il romanzo postumo di Carroll, intitolato The Petting Zoo, vede invece la luce nell'autunno del 2010.

## Opere

### Poesia
- Organic Trains (1967)
- 4 Ups and 1 Down (1970)
- Living at the Movies (1972)
- The Book of Nods (1986)
- Paura di sognare (Fear of Dreaming) (1993)
- Void of Course: Poems 1994-1997 (1998) ISBN 0-14-058909-0

### Prosa
- Jim entra nel campo di basket (The Basketball Diaries) (1978)
- Jim ha cambiato strada (Forced Entries) (1987)
- Jim Carroll. Poeta, punk, ribelle (2010)
- The Petting Zoo (2010)

## Libri influenzati da Jim Carroll
- Only Skin Deep, George Kimball (1968)
- Il Corvo, James O'Barr (1981)
- Wonderland Avenue, Danny Sugerman (1989)
- The Lone Ranger and Tonto Fistfight in Heaven, Sherman Alexie (1993)
- Trainspotting, Irvine Welsh (1993)
- The Acid House, Irvine Welsh (1994) ISBN 0-393-31280-1
- Twelve, Nick McDonell (2002)

## Discografia

### Con la Jim Carroll Band
- Catholic Boy (1980)
- Dry Dreams (1982)
- I Write Your Name (1983)
- Best of The JC Band (1993)
- Pools of Mercury (1998)
- Runaway EP (2000)

### Recitati
- Rimbaud Lectures (1978)
- Naropa Institute (1986)
- Praying Mantis (1991)
- The Basketball Diaries (1994)
- Curtis's Charm (1996)
- Pools of Mercury (1998)

### Collaborazioni
- Club Ninja, Blue Öyster Cult (1986)
- Other Roads, Boz Scaggs (1988)
- Between Thought and Expression, Lou Reed (1992)
- ...And Out Come the Wolves, Rancid (1995)
- Feeling You Up, Truly (1997)
- Yes I Ram, Jon Tiven Group (1999)

### Compilation e colonne sonore
- Tuff Turf Soundtrack (1985)
- Back to the Streets: Celebrating the Music of Don Covay (1993)
- Sedated In The Eighties (1993)
- New Wave Dance Hits: Just Can't Get Enough, Vol. 6 (1994)
- The Basketball Diaries: Original Motion Picture Soundtrack (1995)
- WBCN Naked 2000 (2000)
- L'alba dei morti viventi (2004)

### Cover
- Viva Zapata, 7 Year Bitch (1994)
- Put Your Tongue to the Rail, artisti vari (1999)